# Xincheng (köping i Kina, Shandong, lat 36,95, long 117,94)
Xincheng (kinesiska: 新城镇, 新城) är en köping i Kina. Den ligger i provinsen Shandong, i den östra delen av landet, omkring 90 kilometer öster om provinshuvudstaden Jinan. Antalet invånare är 34 233. Befolkningen består av 17 298 kvinnor och 16 935 män. Barn under 15 år utgör 15,0 %, vuxna 15-64 år 73 %, och äldre över 65 år 11,0 %.
Genomsnittlig årsnederbörd är 818 millimeter. Den regnigaste månaden är juli, med i genomsnitt 300 mm nederbörd, och den torraste är januari, med 6 mm nederbörd.